# エネ・ビジョン
株式会社エネ・ビジョンは、愛知県名古屋市千種区に本社を置くエンジニアリング、バイオマス発電を手がける豊田通商グループの企業である。

## 沿革
- 2002年（平成14年）3月 - 豊田通商株式会社を中心に設立される
- 2013年（平成25年）6月12日 - 「合同会社しまね森林発電」を設立[4]
- 2015年（平成27年）1月 - 「合同会社えひめ森林発電」を設立[5]。
- 2018年（平成30年）1月 - 「合同会社えひめ森林発電」の営業を開始[5]。

## 事業所
- 本社
  - 〒464-0850 愛知県名古屋市千種区今池四丁目1番29号 ニッセイ今池ビル5階[1]
- 東京事業所
  - 〒100-0011 東京都千代田区内幸町二丁目2番2号 富国生命ビル13階[1]

## グループ会社
- 天津豊通節能技術有限公司[6]
- 合同会社しまね森林発電[6]
- 合同会社えひめ森林発電